# ناغا
ناغا (بالإنجليزية: City of Naga) هي مدينة في الفلبين، تتبع كامارينس سور، بلغ عدد سكانها 196٬003  نسمة، في 2015، تبلغ مساحتها 84٫48 كيلومتر مربع، رمزها البريدي هو 4400.

## معرض صور

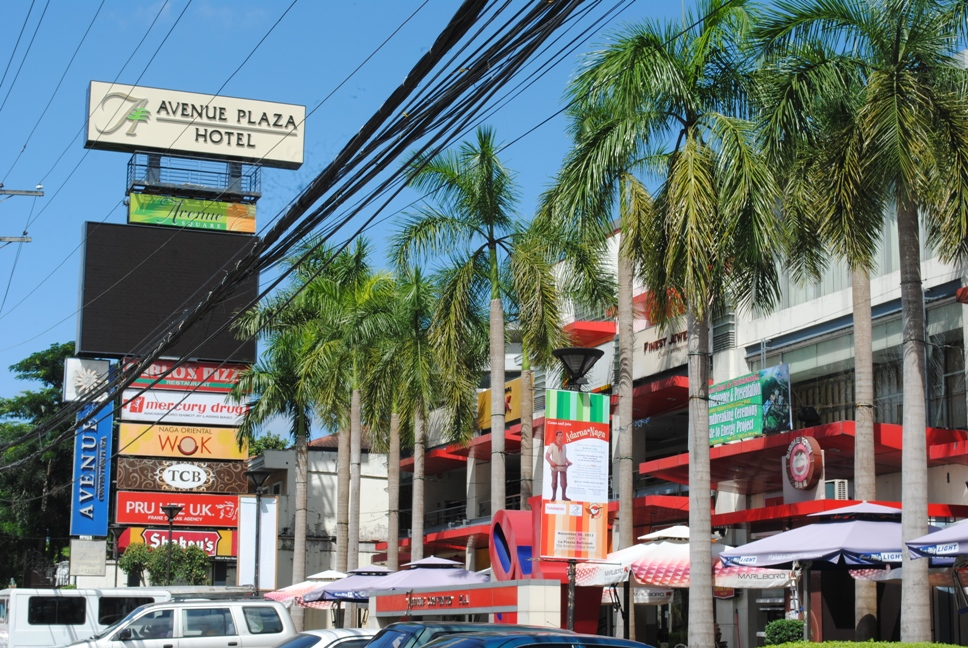
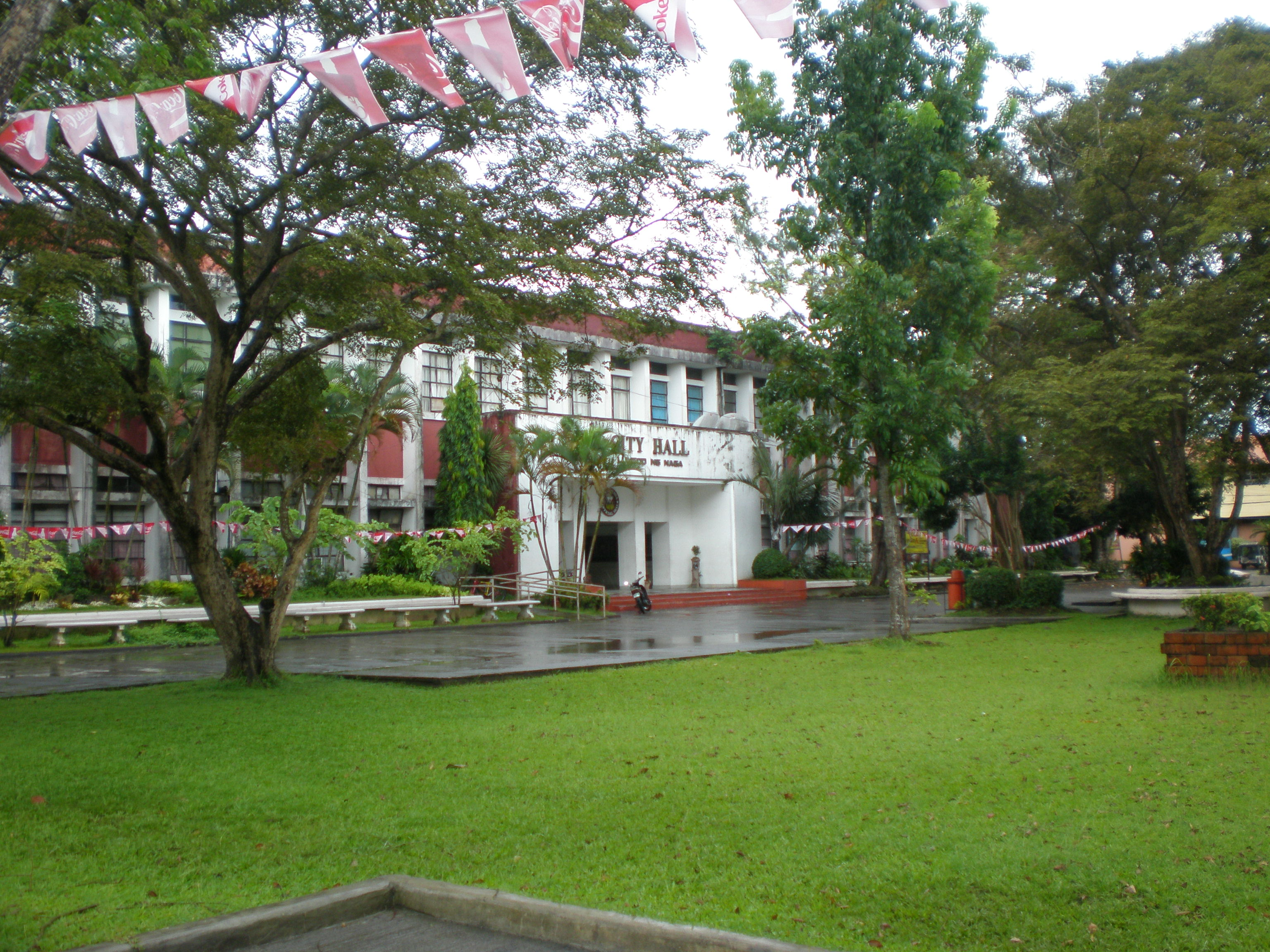
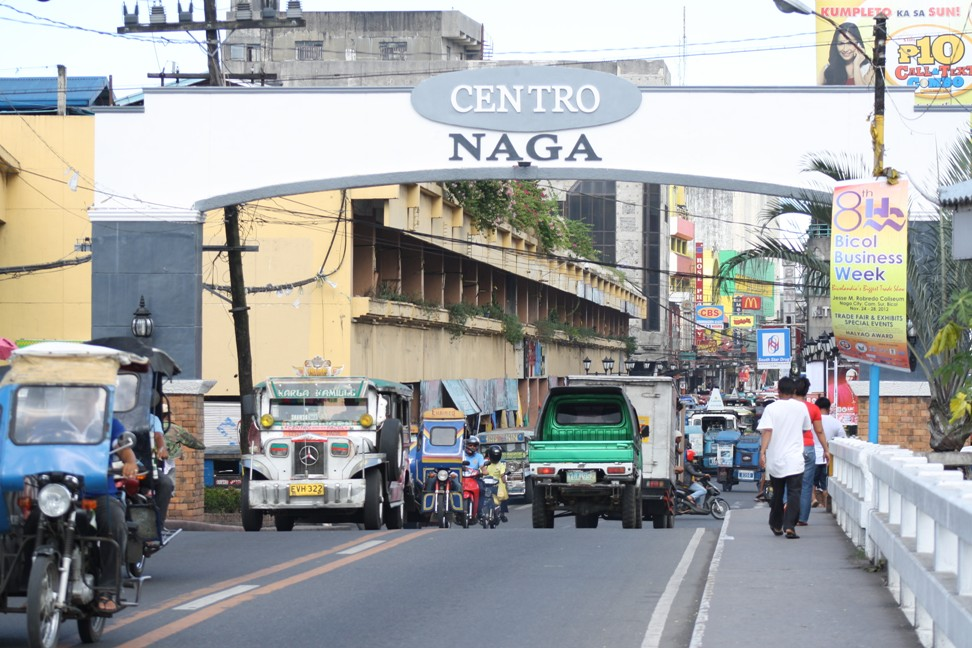
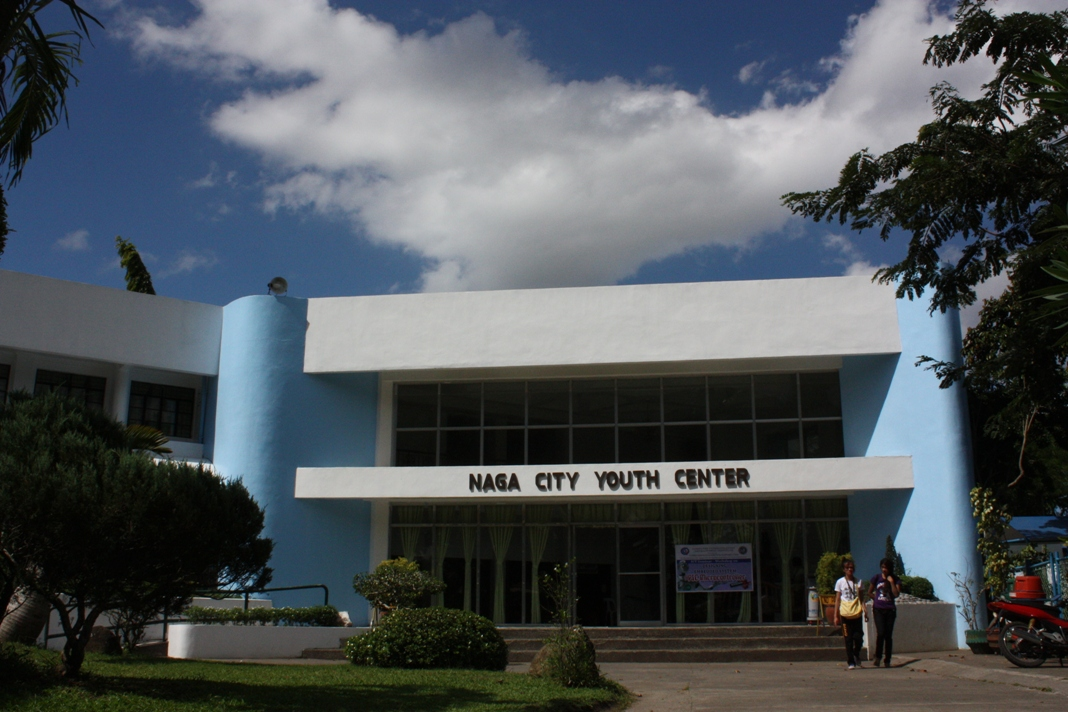

## الموقع
تشترك في الحدود مع:
- Magarao [الإنجليزية]‏.

## مدن توأم
المدن التوأم:
- سان ليندرو، ألاميدا، كاليفورنيا
- باكولود
- جنرال سانتوس
- مدينة كوتاباتو
- مدينة إيلويلو
- باراناك
- ماكاتي
- لوسينا (الفلبين)
- سان فرناندو، الفلبين
- شيشي
- Suao Township [الإنجليزية]‏
- محافظة شيفا.

## أعلام
- أماليا فوينتيس
- بيدرو باولو سانتوس
- جوني أبارينتوس
- مهرج أرويو